# DDL intercettazioni
Disegno di legge «intercettazioni» (kurz DDL intercettazioni, italienisch für „Gesetzesentwurf Abhörungen“) ist ein Gesetzesentwurf, der in Italien im Oktober 2011 zur Verabschiedung beraten wurde.
Wesentlicher Inhalt ist eine Beschränkung der weitgehenden Abhörbefugnisse italienischer Strafverfolgungsbehörden.
Ende der 1990er Jahre war laut einer Studie des Freiburger Max-Planck-Institut für ausländisches und internationales Strafrecht Italien mit 76 Anordnungen zur Überwachung der Telekommunikation pro 100.000 Einwohner im internationalen Vergleich weit voraus. Von etwa 15.000 angeordneten Überwachungen im Jahr 1992 und 44.000 im Jahr 1996 steigerten sich die Telefonüberwachungen auf 124.326 im Jahr 2008.
Der Gesetzentwurf zur Überwachung wurde 2008 vom Kabinett Berlusconi IV vorgeschlagen und von Justizminister Angelino Alfano präsentiert.
Er wurde 2009 von der Abgeordnetenkammer befürwortet, dann von dem Italienischen Senat verändert und im Oktober 2011 erneut der Abgeordnetenkammer zur Abstimmung vorgelegt.
Eine der vorgesehenen Maßnahmen (Paragraph 29) würde jeden italienischen Staatsbürger ermächtigen, von dem Betreiber eines Blogs oder einer Website innerhalb von 48 Stunden eine Gegendarstellung zu verlangen, die keiner Überprüfung auf Richtigkeit bedarf. Bei Nichtbefolgung ist eine Geldbuße von 12.000 € vorgesehen.
Aufgrund von Befürchtungen von italienischsprachigen Wikipedianern, dass DDL intercettazioni den Betrieb der Website erheblich behindern wird, wurden alle Seiten dieser Wikipedia-Ausgabe Anfang Oktober 2011 für knapp zwei Tage auf eine Protesterklärung weitergeleitet.
In der Folge wurde die Diskussion des Gesetzesentwurfs ohne Angabe von Gründen in der Tagesordnung nach hinten verschoben. Da es sich um eine Vorlage der Regierung Berlusconi handelt, wird diese Vorlage in dieser Legislatur vermutlich nicht mehr angenommen. Danach müsste sie neu eingereicht werden.